# San Nicolás, Jacala de Ledezma
San Nicolás är en ort i Mexiko.   Den ligger i kommunen Jacala de Ledezma och delstaten Hidalgo, i den sydöstra delen av landet, 170 km norr om huvudstaden Mexico City. San Nicolás ligger 1 044 meter över havet och antalet invånare är 936.
Terrängen runt San Nicolás är kuperad åt nordost, men åt sydväst är den bergig. San Nicolás ligger nere i en dal. Runt San Nicolás är det ganska glesbefolkat, med 36 invånare per kvadratkilometer. Närmaste större samhälle är Jacala, 7,6 km norr om San Nicolás. I omgivningarna runt San Nicolás växer i huvudsak blandskog.